# Otto av Österrike
Otto, född 21 april 1865 i Graz, död 1 november 1906 i Wien, var ärkehertig av Österrike.

## Biografi
Otto var son till ärkehertig Karl Ludwig av Österrike (1833–1896) och Maria Annunciata av Bourbon-Sicilien.

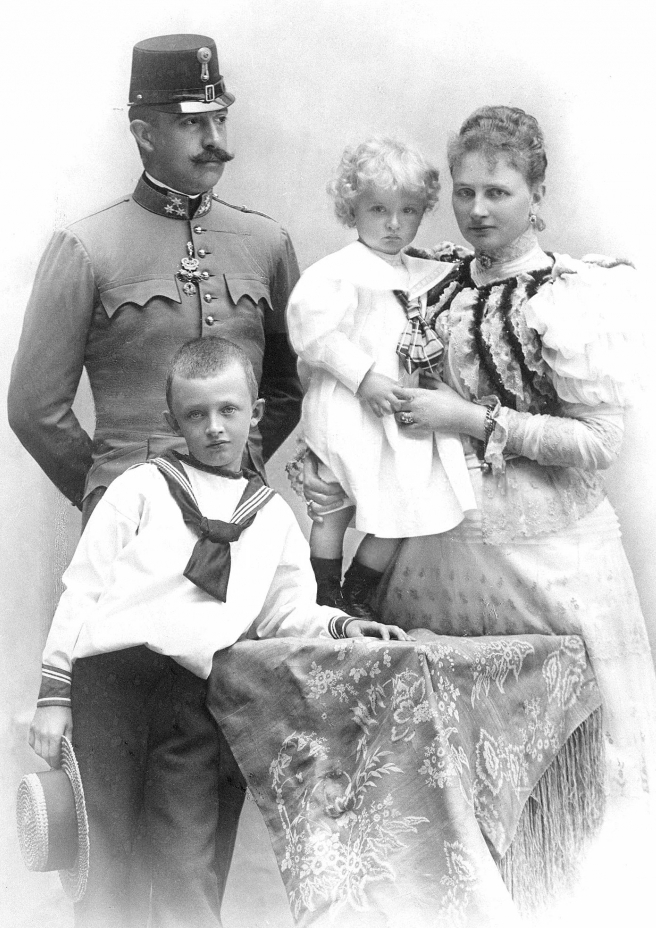
Otto av Österrike med sin familj.

Otto, som kallades "den vackre ärkehertigen" gifte sig 1886 i Dresden med prinsessan Maria Josefa av Sachsen, dotter till kung Georg av Sachsen.
Barn:
1. Karl I av Österrike (1887–1922) gift med Zita av Bourbon-Parma
2. Maximilian Eugen av Österrike (1895–1952) gift med Franzisca av Hohenlohe-Waldenburg-Schillingsfürst

Äktenskapet blev snart olyckligt, Otto blev känd som en obotlig lebeman, med ett otal älskarinnor. Han avled 41 år gammal av syfilis.